# 科尔内 (曼恩-卢瓦尔省)
科尔内（法語：Corné，法語發音：[kɔʁne] ⓘ）是法国曼恩-卢瓦尔省的一个旧市镇，属于昂热区。2016年1月1日，科尔内和相邻的另外6个市镇合并为新市镇卢瓦尔-欧蒂永（Loire-Authion）。

## 地理
科尔内（47°28'14"N, 0°20'59"W）面积16.64 平方千米，位于法国卢瓦尔河地区大区曼恩-卢瓦尔省，该省份为法国西部内陆省份，大致对应安茹地区，北起顺时针与马耶讷省、萨尔特省、安德尔-卢瓦尔省、维埃纳省、德塞夫勒省、旺代省、大西洋卢瓦尔省和伊勒-维莱讷省接壤。
与科尔内接壤的市镇（或旧市镇、城区）包括：昂达尔、博内、欧蒂永河畔布兰、科尔尼耶莱卡沃、马泽、卢瓦尔-欧蒂永、萨里涅。

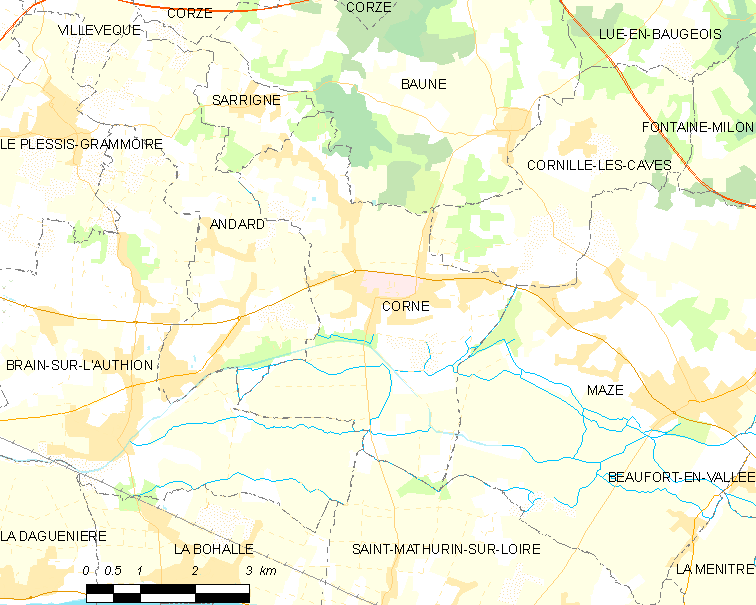
的OSM定位图

科尔内的时区为UTC+01:00、UTC+02:00（夏令时）。

## 行政
科尔内的邮政编码为49250，INSEE市镇编码为49106。

## 政治
科尔内所属的省级选区为昂热第七县。

## 人口

1962-2008年间人口变化图示

科尔内于2018年1月1日时的人口数量为3069人。